# Zvonko Pamić
Zvonko Pamić (Pula, 4. veljače 1991.), hrvatski nogometaš koji je trenutno igra za Karlovac 1919.
Karijeru je započeo u lokalnom klubu NK Žminj. Mladi hrvatski reprezentativac i sin nekadašnjeg nogometaša Igora Pamića.

## Karijera
Svoju karijeru Pamić je započeo u lokalnom kulbu NK Žminj, nakon čega prelazi u Rijeku. Iz Rijeke je na posudbu otišao u Karlovac, iz kojeg u travnju 2010. prelazi u Bayer 04 Leverkusen, gdje je ostao do 30. lipnja 2011. Trener Dinama iz Zagreba je u srpnju 2016. godine prebacio Pamića u drugu momčad.

## Priznanja

### Klupska
Dinamo Zagreb
- Prvak Hrvatske (3): 2012./13., 2013./14., 2015./16.